# Lied et scherzo
Lied et scherzo, op. 54, est une œuvre de Florent Schmitt pour double quintette d'instruments à vent dont un cor principal, composée en 1910.

## Présentation
Lied et scherzo est composé par Florent Schmitt en 1910 et dédié à Paul Dukas,.
L'effectif requis est une formation originale : un « double quintette d'instruments à vent dont un cor principal », soit un dixtuor à vent comprenant un cor principal avec, dans le détail, un cor principal, un piccolo, une flûte, un hautbois, un cor anglais, deux clarinettes, deux bassons et un autre cor.
La partition est publiée par les Éditions Durand et existe également dans une version pour cor et piano, une pour violoncelle et piano ainsi qu'une pour piano à quatre mains.

## Analyse
L’œuvre, d'une durée moyenne d'exécution de dix minutes environ, est composée d'un mouvement en deux parties qui s'enchaînent :
- Lied, en sol mineur, « aussi rêveur que passionné[1] » ;
- Scherzo, en la majeur, « d'esprit fantasque et qu'adoucit sa conclusion[1] ».

Dans cet « étonnant diptyque », le musicologue Pierre-Émile Barbier voit dans la mélodie initiale confiée au cor principal une sorte de résumé « en quelques mesures [du] climat oriental, rêveur et passionné, de La Tragédie de Salomé achevée trois ans plus tôt ».

## Discographie
- Musique impressionniste, Serenade Orchestra, Janos Komives (dir.), Koch Schwann 3-1568-2, 1996.
- Florent Schmitt : Lied et Scherzo op.54 - Suite en rocaille op.84 - À tour d'anches op.97 - Chants alizés op.125, par le Quintette à vent de Prague et le Nonette tchèque, Praga Digitals PRD 250 156, 2000.

### Ouvrages généraux
- François-René Tranchefort (dir.), Guide de la musique de chambre, Paris, Fayard, coll. « Les Indispensables de la musique », 1989, 995 p. (OCLC 21318922, BNF 35064530), p. 773-778.

### Monographies
- Catherine Lorent, Florent Schmitt, Paris, Bleu nuit éditeur, coll. « Horizons » (no 27), 2012, 176 p. (ISBN 978-2-35884-016-3, BNF 42581018),
- Madeleine Marceron, Florent Schmitt, Paris, Ventadour, coll. « Paroles sans musique », 1959, 48 p. (BNF 37748441).